# Domesticación

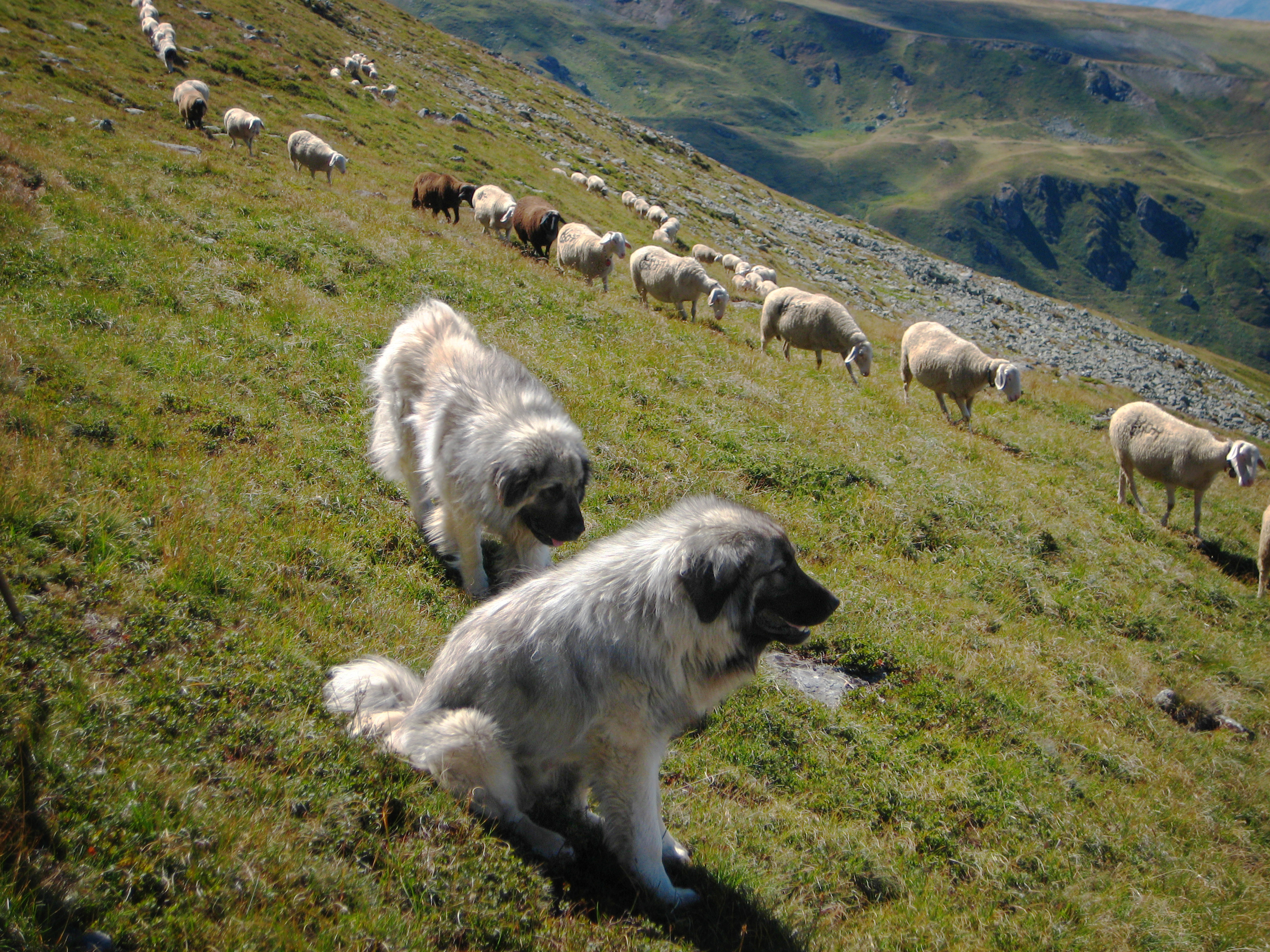
Los perros y las ovejas se encuentran entre los primeros animales en ser domesticados, hace al menos entre quince mil y once mil años respectivamente.

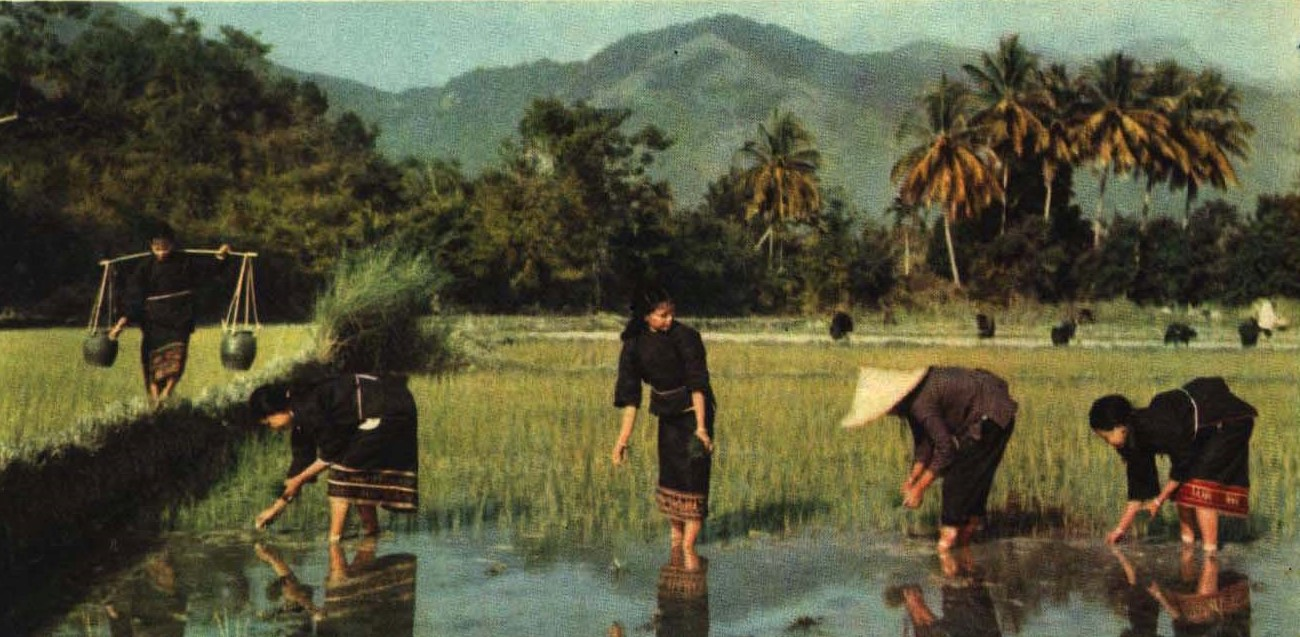
El arroz fue domesticado en China hace unos 13 500 a 8200 años.

La domesticación es una relación mutualista multigeneracional en la que una especie animal, como los humanos o las hormigas cortadoras de hojas, asume el control y el cuidado de otra especie, como las ovejas o los hongos, para obtener de ellos un suministro constante de recursos, como carne, leche o mano de obra. El proceso es gradual y geográficamente difuso, basado en ensayo y error. La domesticación afectó a los genes de la conducta en los animales, haciéndolos menos agresivos. En las plantas, la domesticación afectó a los genes de la morfología, como el aumento del tamaño de las semillas y la prevención del descascaramiento de las espigas, como en el caso del trigo. Estos cambios hacen que los organismos domesticados sean más fáciles de manipular y reducen su capacidad de sobrevivir en la naturaleza.
El primer animal domesticado por los humanos fue el perro, como comensal, hace al menos quince mil años. Otros animales, como las cabras, las ovejas y las vacas, fueron domesticados hace unos once mil años. Entre las aves, el pollo fue domesticado por primera vez en Asia Oriental, aparentemente para las peleas de gallos, hace unos siete mil años. El caballo fue domesticado hace unos cinco mil quinientos años en Asia Central como animal de trabajo. Entre los invertebrados, el gusano de seda y la abeja melífera occidental fueron domesticados hace más de cinco mil años para la producción de seda y miel, respectivamente.
La domesticación de plantas comenzó hace unos trece mil a once mil años con cereales como el trigo y la cebada en Oriente Medio; junto con cultivos como la lenteja, los guisantes, los garbanzos y el lino. El arroz se domesticó por primera vez en China hace unos nueve mil años. Hace unos diez mil años, los pueblos indígenas de América comenzaron a cultivar maní, calabazas, maíz, papas, algodón y yuca. En África, se domesticaron cultivos como el sorgo. La agricultura se desarrolló en unos trece centros de todo el mundo, al domesticarse diferentes cultivos y animales.
Tres grupos de insectos, a saber, los escarabajos de ambrosía, las hormigas cortadoras de hojas y las termitas cultivadoras de hongos, han domesticado independientemente especies de hongos, de los cuales se alimentan. En el caso de las termitas, la relación es una simbiosis totalmente obligada por ambas partes.

## Definiciones
Domesticación (no debe confundirse con el amaestramiento de un animal), del latín domesticus, 'perteneciente a la casa'. El término permaneció vagamente definido hasta el siglo XXI, cuando la arqueóloga estadounidense Melinda A. Zeder lo definió como una relación a largo plazo en la que los humanos toman el control y el cuidado de otro organismo para obtener un suministro predecible de un recurso, lo que resulta en beneficios mutuos. Señaló además que no es sinónimo de agricultura, ya que la agricultura depende de los organismos domesticados, pero no es un resultado automático de la domesticación.

Diagrama del proceso de domesticación como un proceso donde una especie gestiona activamente a otra para obtener recursos o servicios, según la definición de Michael Purugganan.

Michael D. Purugganan señala que la domesticación ha sido difícil de definir, a pesar del «consenso instintivo» de que significa «las plantas y animales que se encuentran bajo el cuidado de los humanos que nos brindan beneficios y que han evolucionado bajo nuestro control». Comenta que insectos como las termitas, los escarabajos de ambrosía y las hormigas cortadoras de hojas han domesticado algunas especies de hongos; y señala además que otros grupos como las malas hierbas y los comensales han sido llamados erróneamente domesticados. Partiendo de la definición de Zeder, Purugganan propone una definición «amplia»: «un proceso coevolutivo que surge de un mutualismo, en el que una especie (el domesticador) construye un entorno donde gestiona activamente tanto la supervivencia como la reproducción de otra especie (el domesticado) con el fin de proporcionar a la primera recursos y/o servicios». Comenta que esto añade la construcción de nicho a las actividades del domesticador.
El síndrome de domesticación es el conjunto de rasgos fenotípicos que surgieron durante el proceso de domesticación inicial y que distinguen a los cultivos de sus ancestros salvajes. También puede significar un conjunto de diferencias que ahora se observan en los mamíferos domésticos, que no necesariamente reflejan el proceso de domesticación inicial. Los cambios incluyen mayor docilidad y mansedumbre, coloración del pelaje, reducción del tamaño de los dientes, morfología craneofacial, forma de las orejas y la cola (por ejemplo, orejas caídas), ciclos estrales, niveles de hormona adrenocorticotrópica y neurotransmisores, prolongación del comportamiento juvenil, reducción del tamaño del cerebro y de regiones cerebrales en particular.

## Origen
La domesticación de animales y plantas fue provocada por los cambios climáticos y ambientales que se produjeron después del pico del último máximo glacial y que continúan hasta nuestros días. Estos cambios dificultaron la obtención de alimentos mediante la caza y recolección. El primer animal en ser domesticado fue el perro hace al menos quince mil años. El Dryas Reciente, hace doce mil novecientos años, fue un período de intenso frío y aridez que presionó a los humanos para intensificar sus estrategias de búsqueda de alimentos, pero no favoreció la agricultura. A principios del Holoceno, hace once mil setecientos años, un clima más cálido y el aumento de las poblaciones humanas llevaron a la domesticación de animales y plantas a pequeña escala y a un mayor suministro de alimentos.
| Evento                        | Centro de origen              | Propósito       | Fecha/tiempo  |
| ----------------------------- | ----------------------------- | --------------- | ------------- |
| Forrajeo de granos silvestres | Asia                          | Alimento        | > 23 000      |
| Perro                         | Eurasia                       | Comensal        | > 15 000      |
| Trigo y cebada                | Oriente Próximo               | Alimento        | 13 000–11 000 |
| Lino                          | Oriente Próximo               | Tejidos         | 13 000–11 000 |
| Cabra, oveja, cerdo y vaca    | Oriente Próximo y Sur de Asia | Alimento        | 11 000–10 000 |
| Arroz                         | China                         | Alimento        | 9000          |
| Pollo                         | Este de Asia                  | Pelea de gallos | 7000          |
| Caballo                       | Asia Central                  | Carga y monta   | 5500          |
| Abeja europea                 | Antiguo Egipto                | Miel            | > 5000        |

La aparición del perro doméstico en el registro arqueológico, hace al menos quince mil años, fue seguida por la domesticación del ganado y de cultivos como el trigo y la cebada; la invención de la agricultura y la transición de los seres humanos de la recolección de alimentos a la agricultura en diferentes lugares y épocas del planeta. Por ejemplo, el cultivo experimental a pequeña escala de cereales comenzó hace unos veintiocho mil años en el yacimiento de Ohalo II en Israel.
En el Creciente Fértil, hace entre once mil y diez mil años, la zooarqueología indica que las cabras, los cerdos, las ovejas y el ganado taurino fueron los primeros animales domesticados. Dos mil años después, el ganado de cebú jorobado fue domesticado en lo que hoy es Baluchistán, en Pakistán. En Asia Oriental, hace ocho mil años, los cerdos fueron domesticados a partir de jabalíes genéticamente diferentes de los que se encuentran en el Creciente Fértil. La domesticación del gato sucedió en el Creciente Fértil, quizás hace diez mil años, a partir de gatos monteses europeos, posiblemente para controlar a los roedores que dañaban los alimentos almacenados.

Centros de origen y difusión de la agricultura en la revolución neolítica, acorde a la conclusión en 2003[24]
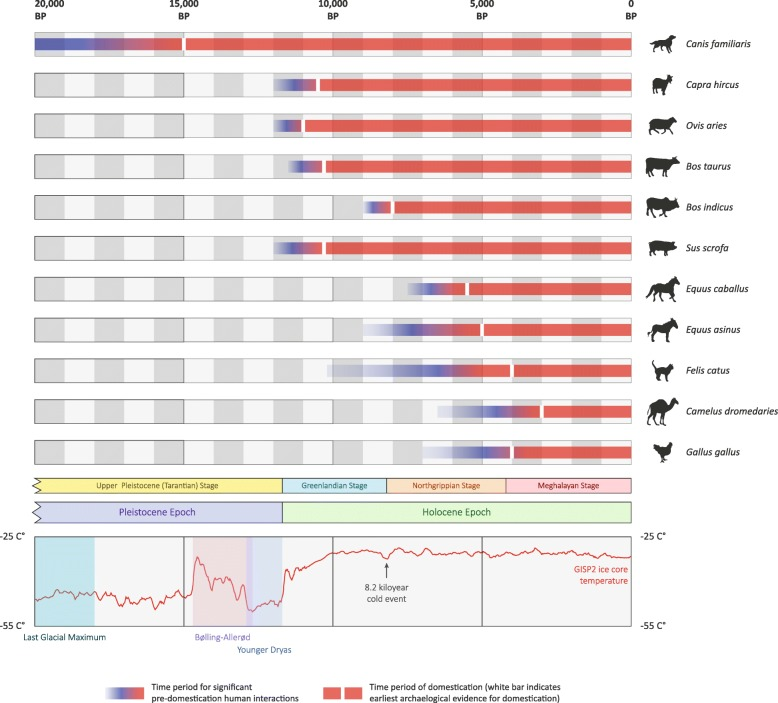
Cronología aproximada de la domesticación de 11 especies animales

## Animales

### Rasgos deseables

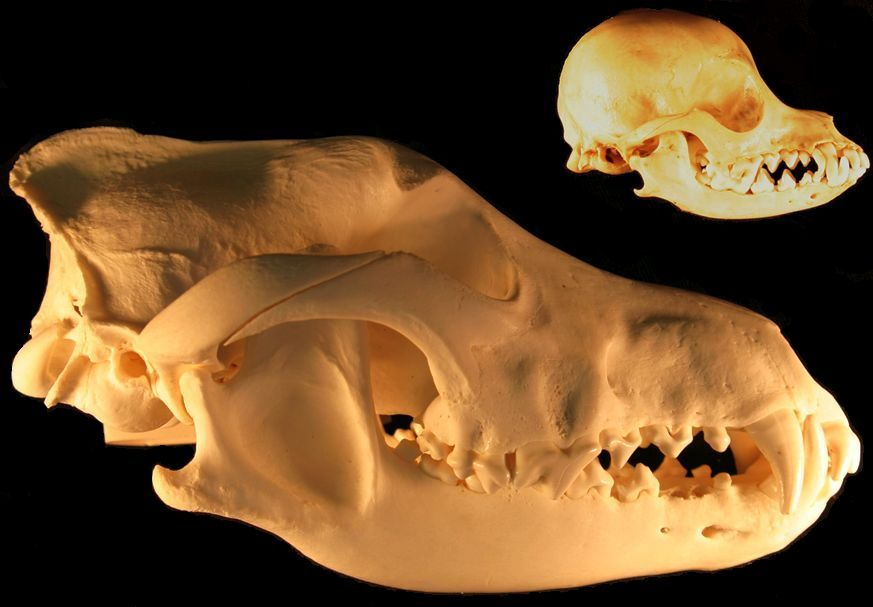
Los animales domesticados tienden a ser más pequeños y menos agresivos que sus homólogos salvajes; muchos tienen otros rasgos del síndrome de domesticación, como hocicos más cortos. Calaveras de un lobo gris (izquierda) y de un perro chihuahua (derecha).

La domesticación de animales es la relación entre los animales y los seres humanos que tienen influencia sobre su cuidado y reproducción. Charles Darwin en su libro de 1868 La variación de animales y plantas domesticados, reconoció el pequeño número de rasgos que diferenciaban a las especies domésticas de sus ancestros salvajes. También fue el primero en reconocer la diferencia entre la cria selectiva consciente, en la que los seres humanos seleccionan directamente los rasgos deseables, y la selección inconsciente, en la que los rasgos evolucionan como un subproducto de la selección natural o de la selección sobre otros rasgos.
Existe una diferencia entre las poblaciones domésticas y las salvajes; algunas de estas diferencias constituyen el síndrome de domesticación, rasgos que se presumen esenciales en las primeras etapas de la domesticación, mientras que otras representan rasgos de mejora posteriores. Los mamíferos domésticos, en particular, tienden a ser más pequeños y menos agresivos que sus contrapartes salvajes; otros rasgos comunes son las orejas caídas, un cerebro más pequeño y un hocico más corto. Los rasgos de domesticación generalmente están fijados en todos los animales domésticos y fueron seleccionados durante el episodio inicial de domesticación de ese animal o planta, mientras que los rasgos de mejora están presentes solo en una proporción de animales domésticos, aunque pueden estar fijados en razas individuales o poblaciones regionales.
Ciertas especies animales, y ciertos individuos dentro de esas especies, son mejores candidatos para la domesticación debido a sus características de comportamiento:
1. El tamaño y la organización de su estructura social.[33]
2. La disponibilidad y el grado de selectividad en la elección de pareja.[33]
3. La facilidad y velocidad con la que los padres se vinculan con sus crías, y la madurez y movilidad de las crías al nacer.[33]
4. El grado de flexibilidad en la dieta y la tolerancia al hábitat.[33]
5. Las respuestas a los humanos y a los nuevos entornos, incluida la reducción de la respuesta de huida y la reactividad a los estímulos externos.[33]

### Mamíferos

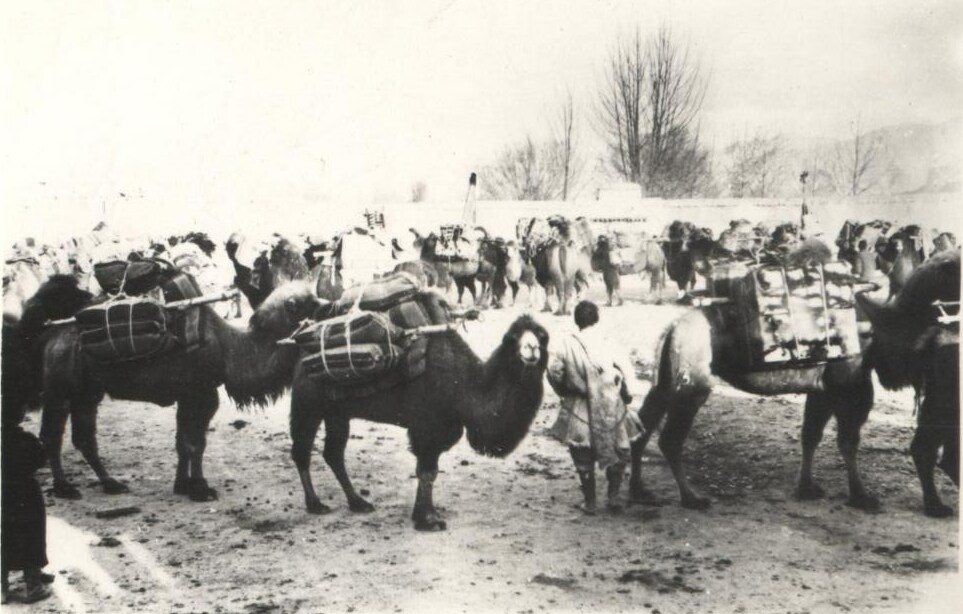
Mientras que los perros eran comensales y las ovejas se criaban como alimento, los camellos fueron domesticados como animales de trabajo.

Los inicios de la domesticación animal implicaron un proceso coevolutivo prolongado con múltiples etapas a lo largo de diferentes caminos. Hay tres vías principales propuestas que la mayoría de los animales domesticados siguieron hacia la domesticación:
1. comensales, adaptados a un nicho humano (p. ej., perros, gatos, posiblemente cerdos)[33]
2. animales de presa buscados para alimento (p. ej., ovejas, cabras, vacas, búfalos de agua, yaks, cerdos, renos, llamas y alpacas)[33]
3. animales buscados para tiro y monta (p. ej., caballos, burros, camellos).[33]

Los humanos no tenían intención de domesticar animales de la vía comensal o la de presa, o al menos no previeron que de ello resultaría un animal domesticado. En ambos casos, los humanos se entrelazaron con estas especies a medida que la relación entre ellas se intensificaba, y el papel de los humanos en su supervivencia y reproducción condujo gradualmente a una ganadería formalizada. Aunque la vía dirigida para los animales de tiro y de monta procedía de la captura hasta la domesticación, las otras dos vías no estaban tan orientadas a un objetivo y los registros arqueológicos sugieren que se desarrollaron durante períodos de tiempo mucho más largos.
A diferencia de otras especies domésticas seleccionadas principalmente por sus rasgos relacionados con la producción, los perros fueron seleccionados inicialmente por su comportamiento. El perro fue domesticado mucho antes que otros animales y se estableció en toda Eurasia antes del final del Pleistoceno tardío, mucho antes de la agricultura.
Los datos arqueológicos y genéticos sugieren que el flujo genético bidireccional a largo plazo entre especies silvestres y domésticas –como en burros, caballos, camélidos del Nuevo y Viejo Mundo, cabras, ovejas y cerdos– era común. La selección humana de rasgos domésticos probablemente contrarrestó el efecto homogeneizador del flujo genético de los jabalíes a los cerdos y creó islas de domesticación en el genoma. El mismo proceso puede aplicarse a otros animales domésticos.
La hipótesis de la domesticación mediada por parásitos, planteada en 2023, sugiere que los endoparásitos, como los helmintos y los protozoos, podrían haber mediado en la domesticación de los mamíferos. La domesticación implica la domesticación, que tiene un componente endocrino; y los parásitos pueden modificar la actividad endocrina y los micro-ARN. Los genes de resistencia a los parásitos podrían estar vinculados a los del síndrome de domesticación; se predice que los animales domésticos son menos resistentes a los parásitos que sus parientes salvajes.

### Aves
Las aves domesticadas son principalmente aves de corral criadas para obtener carne y huevos: algunas galliformes (pollos, pavos, gallinas de guinea) y anseriformes (aves acuáticas: patos, gansos y cisnes). También se domestican ampliamente las aves de jaula, como los pájaros cantores y los psitaciformes; se los mantiene tanto por placer como para su uso en la investigación. La paloma doméstica se ha utilizado tanto como alimento así como medio de comunicación entre lugares lejanos mediante la explotación del instinto de búsqueda de hogar de la paloma; las investigaciones sugieren que fue domesticada hace unos diez mil años. Los fósiles de pollos en China se han datado en siete mil cuatrocientos años. El ancestro salvaje del pollo es el Gallus gallus, el gallo del sudeste asiático. La especie parece haber sido mantenida inicialmente para las peleas de gallos en lugar de como alimento.

### Invertebrados
Dos insectos, el gusano de seda y la abeja europea, han sido domesticados durante más de cinco mil años, a menudo para uso comercial. El gusano de seda se cría por los hilos de seda que envuelven su capullo de pupa; la abeja europea, por la miel y, desde el siglo XX, para la polinización de cultivos.
Se han domesticado otros invertebrados, tanto terrestres como acuáticos, como la mosca de la fruta Drosophila melanogaster y el cnidario de agua dulce Hydra, para la investigación en genética y fisiología. Pocos tienen una larga historia de domesticación. La mayoría se utilizan como alimento u otros productos, como la goma laca y la cochinilla. Los filos involucrados son Cnidaria, Platyhelminthes (para el control biológico de plagas), Annelida, Mollusca, Arthropoda (crustáceos marinos, así como insectos y arañas) y Echinodermata. Si bien muchos moluscos marinos se utilizan como alimento, solo unos pocos han sido domesticados, incluidos los moluscos, las sepias y los pulpos, todos utilizados en la investigación sobre el comportamiento y la neurología. Los caracoles terrestres del género Helix se crían para la alimentación. Varios insectos parásitos o parasitoides, como la mosca Eucelatoria, el escarabajo Chrysolina y la avispa Aphytis, se crían para el control biológico. La selección artificial consciente o inconsciente tiene muchos efectos sobre las especies bajo domesticación; la variabilidad puede perderse fácilmente por endogamia, selección contra rasgos no deseados o deriva genética, mientras que en Drosophila, la variabilidad en el tiempo de eclosión (cuando emergen los adultos) ha aumentado.

## Agriotipo
En ganadería, un agriotipo es el animal salvaje del que procede un animal doméstico. El agriotipo siempre pertenece a una sola especie, pero puede tratarse de varias subespecies diferentes de esta, ya sea porque el animal fue domesticado de forma independiente en dos o más lugares a la vez o porque los criadores quisieron aprovechar las cualidades de varias razas salvajes diferentes. Los animales domésticos pueden cruzarse con sus agriotipos y tener descendencia fértil, siempre y cuando la anatomía no haya variado lo suficiente como para impedir el acoplamiento (como sucedería entre un chihuahua y un lobo salvaje).

## Domesticación de plantas
La agricultura surgió de manera independiente en varios lugares de la tierra, y la prueba más antigua de actividad agrícola data de hace diez mil años en lo que ahora es Irak (Heiser 1990). La domesticación de plantas y animales ocurrió inicialmente en la "media luna de las tierras fértiles" de la Mesopotamia asiática, la región andina de Sudamérica, en algunas partes de Asia, y en México, y de ahí se dispersó al resto del planeta. 
Algunas regiones asimilaron estas prácticas mucho más rápido que otras (Diamond 1999). La domesticación de plantas y animales útiles para la alimentación, la medicina y el trabajo transformó radicalmente las sociedades humanas. Los métodos convencionales de mejoramiento de plantas y animales, a través de la fertilización cruzada y la selección, han permitido desarrollar variedades con grupos de características particulares. Así, desde tiempos inmemorables los seres humanos han modificado el entorno que los rodea y como parte de estas actividades, han seleccionado características valiosas de diferentes plantas, animales y microorganismos. A través del proceso de cruzas controladas y selección gradual, nuestros ancestros escogieron un grupo pequeño de la enorme cantidad de plantas silvestres y lo transformaron en los cultivos que ahora conocemos. Durante este largo proceso ocurrieron muchos cambios fenotípicos en las plantas, por ejemplo: hábito de crecimiento determinado, pérdida de la dispersión de la semilla, maduración sincrónica, madurez temprana, resistencia selectiva a plagas y enfermedades, reducción de la cantidad de toxinas, mayor productividad incluyendo semillas o frutos más grandes e incluso pérdida de las semillas en el caso del plátano. Estos cambios tienen como consecuencia una reducción en la supervivencia de los cultivos en el medio silvestre. Por lo tanto, los cultivos son ahora dependientes de los cuidados de los humanos para su propagación y supervivencia.

## Domesticación del perro
Diversos estudios avalan que el perro fue el primer animal en ser domesticado. En relación con esto, un estudio de genómica comparada llevado a cabo en 2022 propuso dos posibles hipótesis sobre este fenómeno. La primera de ellas contempla dos procesos de domesticación independientes, siendo uno de ellos relativo a los progenitores orientales y el otro a los occidentales, que luego se fusionarían. Sin embargo, la otra hipótesis postula que solamente ocurrió una domesticación y que esta habría sido sobre un progenitor oriental que, posteriormente, se mezclaría con lobos occidentales cuando los perros llegaron al suroeste de Eurasia. En cualquier caso, esta mezcla debe haber ocurrido en un periodo posterior a hace siete mil doscientos años, ya que esta es la edad del perro del Oriente Próximo más antiguo disponible.